# Fryda Lucyana
Fryda Lucyana Kurniawati (ur. 17 grudnia 1971 w Semarang) – indonezyjska piosenkarka.
W 1993 r. wzięła udział w teleturnieju Cipta Pesona Bintang na antenie stacji RCTI. Wówczas została dostrzeżona przez producenta Erosa Djarota, dzięki któremu rozwinęła swoją karierę muzyczną. Zasłynęła wykonaniami romantycznych piosenek, które powstały w ramach współpracy z Erosem Djarotem i Bramem Moersasem.
W 1995 r. wydała swój pierwszy album pt. Nuansa Cinta.
Okres jej sławy przypadł na lata 90. XX wieku. Do znanych jej piosenek należą utwory „Segala Rasa Cinta” i „Rindu”, które stały się przebojami lat 90. i które były ponownie popularyzowane przez Agnez Mo.
Ukończyła studia prawnicze na Uniwersytecie Monasha.

## Dyskografia
Albumy studyjne
- 1995: Nuansa Cinta
- 1999: Fryda